# Centre d'art contemporain de l'abbaye d'Auberive
Pour les articles homonymes, voir Centre d'art contemporain (homonymie).
Le centre d'art contemporain de l'abbaye d'Auberive est un lieu d'exposition privé, installé depuis 2006 dans l'aile ouest de l’ancienne abbaye cistercienne, dans la Haute-Marne.

## Présentation
Le centre, créé à partir de 2004 par Jean-Claude Volot, possède l'une des plus grandes collections privées d’art expressionniste de France, de Paul Rebeyrolle à Jean Rustin, de Lydie Arickx à Stani Nitkowski, ainsi qu'un fonds d’art brut, singulier et d’art des marges, de Fred Deux à Pierre Bettencourt. L'idée était de faire vivre l'art contemporain «  comme à la maison » dans les salles en enfilade typiquement XVIIIe siècle de cette abbaye cistercienne et non dans de grands espaces blancs aseptisés.
Trois pièces sont entièrement dédiées au « cabinet de curiosité » installé par Andrée et Jean Moiziard qui mêle les peintures de paysage faussement naïves (le plus souvent réalisées par André) et des assemblages divers (notamment des reliquaires sous globe de verre mis en forme par Jean).
Dans le parc et la cour de l'abbaye est exposé un ensemble de sculptures contemporaines (Sanglier de Rebeyrolle).
Depuis 2006, le centre d'art présente chaque année une exposition thématique estivale de quatre mois tournant autour des artistes de son fonds, montrant ainsi la collection des propriétaires de ce monument historique privé.

## Expositions
- 2006 : « Humanités - Roger-Edgar Gillet, Stani Nitkowski, Paul Rebeyrolle »
- 2007 : « L'Abbaye sous les bombes[4] », une des trois parties de « Graffiti Stories[5] »
- 2008 : « Passeurs de frontières : Pierre Bettencourt, Gaston Chaissac, Louis Pons (artiste) »[6]
- 2009 : « Claude Roffat, un parcours singulier »
- 2010 : « Alfred Kubin », et vingt créateurs européens contemporains du dessin[7]
- 2011 : « Marc Petit - Rétrospective »
- 2012 : « Instinct'Art : Morceaux choisis[8] de la collection de l'Abbaye »
- 2013 : « Maryan - Ricol, La loi du cadre »
- 2014 : « Mycelium[9] : génie savant, génie brut »
- 2015 :  « Dado » Ainsi qu'une sélection des dernières acquisitions du Centre : Paul Rebeyrolle, Ernest Pignon-Ernest, Gao Xingjian, Myriam Mihindou, José Garcia Tella ou Du Zhenjun.
- 2016 : « Courbet et la nature. Regards croisés »[10] Dialogue entre les paysages de  Courbet et des artistes contemporains : Ronan Barrot, Fabian Cerredo, Antoine Correia, Eva Jospin, Evi Keller, Wilfrid Moser, Malgorzata Paszko, Jacques Perconte, Paul Rebeyrolle.
- 2017 : « Opiums ? »[10]
- 2018 : « Stéphane Blanquet. Par les masques écornés »[10]
- 2019 : « Recueillir les histoires. Cristine Guinamand, Kamel Khélif, Sam Le Rol »[10]

## Publications du centre

### Collection « expositions »
- Alfred Kubin, textes de Peter Assman, Franz Smola, Dominique Gagneux, Gilbert Lascault, Louis Pons, Maurice Ulrich, Christian Noorbergen
- Bettencourt, Chaissac, Pons : Les passeurs de frontières
- Humanités, Robert Rocca
- L'Histoire de l'œuf, Claude Roffat
- La Collection égotique Philippe Dagen
- Instinct'art - Morceaux choisis II
- Maryan-Ricol : La loi du cadre, Philippe Dagen
- Dado. Horama, textes d’Alexia Volot, Harry Bellet, Amarante Szidon
- Blanquet. Par les masques écornés
- Hangars, Cristine Guinamand

### Collection « monographies »
- Marc Petit, le chemin se fait en marchant, textes de Dagen, Gallay et Pourriol
- Monographie de Fabian Cerredo, textes de E. Daydé, F. Monnin, Z. Valdès, F. Arrabal
- Monographie de Marc Petit, collectif
- Monographie de Stani Nitkowski, Marcel Moreau
- Raphaëlle Ricol, Philippe Dagen
- Tella, un témoin à l’œil aigu, collectif
- Une vie de bohème, Andrée et Jean Moiziard, peintres et chanteur, Planche, Kromicheff, Rivais, Hilaire…
- Porcelaine Mao et objets de propagande

### Collection « images »
- Et dans leurs yeux la nuit, Marc Petit
- Lumières de Haute-Marne, Éric Girardot
- Rives Blanches, Éric Girardot et Sandrine Mulas
- Terre de Je..., Éric Girardot

### Collection « belles-lettres »
- Lettres d'Auberive, Louise Michel
- Ceux qui appellent dans le noir ou le secret dess(e)in de Marc Petit, texte de Patrick Mialon